# Vir Dolorum (obraz Geertgena tot Sint Jansa)
Vir Dolorum (Chrystus Boleściwy) – obraz olejny niderlandzkiego malarza Geertgena tot Sint Jansa.

## Opis
Jest to ostatni obraz Geertgena. Pod koniec XV wieku wykształcił się sposób przekazywania treści poprzez ukrytą symbolikę. Styl realistyczny stał się podstawową formą przekazu. Geertgen mając świadomość kierunku rozwoju malarstwa, powrócił do złotego tła i silnie zarysowanych figur. Przedstawiony motyw Chrystusa Boleściwego, popularny w XII wieku w kręgu bizantyjskim, ma wszelkie cechy sztuki zachodniochrześcijańskiej z krzyżem i postaciami towarzyszącymi. W centralnej części znajduje się Chrystus trzymający krzyż. Na jego rękach widoczne są ślady gwoździ oraz rana boku zadana włócznią. Wszelkie cechy wskazują, iż Chrystus nie żyje, a jednocześnie patrzy na widza. Tak ukazana postać mówi o śmierci i zmartwychwstaniu, a aniołowie z tyłu, że przebywa już w niebie. Jego zbolała twarz i smutne oczy wzywają do pokuty, która jest drogą do zbawienia. Postacie obok: Matka Boża, Maria Magdalena i Jan Ewangelista są pogrążone w smutku, ale jednocześnie zatopione w zbawiennej, pełnej nadziei modlitwie.